# Rezolucja Rady Bezpieczeństwa ONZ nr 678
Rezolucja Rady Bezpieczeństwa ONZ nr 678 – rezolucja Rady Bezpieczeństwa Organizacji Narodów Zjednoczonych z 29 listopada 1990 roku, upoważniająca państwa członkowskie ONZ do podjęcia wszelkich niezbędnych środków (oryg. "all necessary means") w celu wymuszenia na Iraku wykonania rezolucji nr 660 z 2 sierpnia 1990 roku oraz kolejnych (nr 
661, 662, 664, 665, 666, 667, 669, 670, 674 i 677 z 1990 roku), w szczególności opuszczenia przez wojska irackie zajętego przez nie Kuwejtu i przywrócenia legalnego rządu Kuwejtu. Rezolucja ta stanowiła podstawę prawną do podjęcia przez międzynarodową koalicję pod przywództwem Stanów Zjednoczonych, operacji wojskowej pod nazwą Desert Storm (Pustynna Burza) zmierzającej do wyzwolenia Kuwejtu. Wezwała także wszystkie państwa do wsparcia działań podejmowanych w wykonaniu rezolucji nr 678.